# T.J. Williams
Timeric D. Williams, detto T.J. (Pflugerville, 26 ottobre 1994), è un cestista statunitense.

## Palmarès
- Campionato belga: 1

Ostenda: 2018-19
- Supercoppa del Belgio: 1

Ostenda: 2018